# Галлан, Антуан
Антуа́н (Анто́ний) Галла́н (фр. Antoine Galland; 4 апреля 1646[…], Ролло, Пикардия — 17 февраля 1715[…], Париж) — французский востоковед, антикварий, переводчик, который прославился первым в Европе переводом «Тысячи и одной ночи».

## Биография
Из бедной крестьянской семьи, в четыре года потерял отца. В десятилетнем возрасте поступил в коллеж в Нуайоне, выучил греческий, латынь, древнееврейский языки. Продолжил обучение в Коллеж де Франс, где изучал восточные языки и совершенствовался в древнегреческом.
В 1670 стал библиотекарем и личным секретарем Шарля Олье, маркиза де Нуантеля, назначенного послом Франции при дворе Мехмета IV в Стамбуле. В 1670—1675 вместе с послом побывал во Фракии, Македонии, Румелии, Малой Азии, Ионии, Сирии, Палестине. Изучил за это время турецкий, персидский, арабский языки. Вел дневник. В целом трижды побывал в Оттоманской империи. Во время третьего путешествия (1679—88) исполнял миссию Ост-Индской компании, собирал и каталогизировал старые книги и произведения искусства для их перевоза в Европу.
По возвращении был назначен антикварием короля. С 1697 руководил многотомным словарно-энциклопедическим изданием «Восточной Библиотеки», надолго ставшей для Европы основным источником сведений и представлений о Востоке (в частности, из неё черпал свои сюжеты Уильям Бекфорд и многие другие). С 1701 до кончины занимался переводом восточных сказок, ставших известными в Европе как «Тысяча и одна ночь».
Первое издание этого труда в 1704 имело огромный успех. Перевод Галлана долгое время считался образцовым, на протяжении XVIII века он распространился в большинстве стран Европы, получил признание на Востоке и породил множество подражаний и пародий (таковы, например, «Contes de Féerie» Антуана Гамильтона). Именно Галлану принадлежит наиболее ранняя из ныне известных версий сказки «Али-Баба и сорок разбойников».
Кроме перевода сказок «Тысячи и одной ночи», Галлан перевел Коран, книгу о происхождении кофе, историю Турецкой империи. Член Академии надписей и медалей (1701), преподаватель арабского языка в Коллеж де Франс (с 1709). Его дневник был опубликован в 1881 году.

## Труды
- О происхождении кофе (фр.), La Bibliothèque, coll. «L'écrivain voyageur», 1699 год